# Torre Bosch
La Torre Bosch és una obra noucentista de Lleida (Segrià) inclosa a l'Inventari del Patrimoni Arquitectònic de Catalunya.

## Descripció
Habitatge unifamiliar aïllat de planta baixa i terrassa. Portal d'entrada i façana de composició simètrica molt acurada, amb elements noucentistes d'inspiració clàssica. Ferro treballat i pedra treballada als ampits. Arrebossat imitant pedra. Murs de càrrega.